# Arundinarina
Les arundinarines (Arundinarinae) són una subtribu de bambú (la tribu bambúsia de la família de les poàcies). Aquesta comprèn 17 gèneres.
El 1925, Takenoshin Nakai va crear un nou gènere, el Pleioblastus. Aquest ha estat discutit per diversos botànics, i les espècies es classifiquen de vegades com altres gèneres, habitualment dins l'Arundinaria. Aquesta confusió pot deure's als períodes llarguíssims que hi ha entre floracions dels bambús, i només s'està resolent gràcies a anàlisis d'ADN.